# Hexachaeta fallax
Hexachaeta fallax es una especie de insecto del género Hexachaeta de la familia Tephritidae del orden Diptera.

## Historia
Lima la describió científicamente por primera vez en el año 1954.